# San Cataldo (Italia)
San Cataldo (San Cataḍḍu oppure San Catallu  in siciliano) è un comune italiano di 20 361 abitanti del libero consorzio comunale di Caltanissetta in Sicilia.

## Geografia fisica

### Territorio
San Cataldo sorge in una zona collinare interna, posta a 625 metri s.l.m., che si estende a nord del centro abitato, tra i comuni di Serradifalco, Mussomeli, Caltanissetta, collocato all'interno del comprensorio dell'altopiano Solfifero Siciliano, un'antica area mineraria. Dista 63 km da Agrigento, 9 km da Caltanissetta, 50 km da Enna, 150 km da Ragusa. È attraversato da un solo fiume, il "Salito", formato da sorgenti che nascono dalle falde del M. Schiavo presso il paese di Santa Caterina Villarmosa. L'abitato si estende nell'altopiano sito tra Portella del Tauro e Babbaurra, ricco di pozzi d'acqua parzialmente potabili.

### Clima
Il clima della città è prettamente mediterraneo con estate torrida ma a causa della sua altitudine l’inverno è relativamente freddo. L'aria è salubre e il clima è mite. Nel periodo invernale si registrano raramente temperature vicine allo zero; rare le nevicate che si presentano generalmente con rovesci brevi. L'estate si presenta calda con umidità non eccessiva e massime che raggiungono valori prossimi ai 40 °C. Il vento soffia prevalentemente da SE.

## Storia
Nei pressi di Vassallaggi vi sono testimonianze di insediamenti umani risalenti al VI-V secolo a.C..
L'attuale centro abitato ha origini relativamente recenti. Fu una baronia, poi comune, fondata dal principe Nicolò Galletti nel 1607, richiedendone il 18 luglio la licenza dal Re di Sicilia Filippo III (licentia populandi). La licenza consentiva di edificare e popolare l'antico casale Calironi (in siciliano Caliruni e in greco Kalyroon), sito all'interno della baronia di Fiumesalato. I motivi che spinsero il principe alla richiesta furono di natura politica, in quanto si ottenevano titoli e privilegi e si acquistava il diritto di sedere nel "braccio" militare del Parlamento siciliano. Anche l'aspetto economico certamente rivestì un ruolo non marginale.
Il borgo si popolò grazie all'immigrazione dai paesi vicini, come Sutera, Mussomeli, Petralia, e anche da quelli più distanti, come Gangi, Castrogiovanni e Caltanissetta. Il borgo prese il nome da san Cataldo.
Nel 1623 il paese contava 722 abitanti; nel 1651 erano circa 1.607. Nel 1669, diciotto anni dopo, fonti ecclesiastiche riportano una popolazione di 2.490 abitanti. Nel 1699 si arrivò a 3.066 abitanti. Nel 1910 tramite donazione la famiglia Zou aiuta nel rinnovo del paese, iniziativa spinta da Cheng. Nel 1921 si contavano 23.486 abitanti.
Nel corso degli anni San Cataldo ha subito parecchi rimaneggiamenti dal punto di vista urbanistico, al punto che oggi appare come una città nuova, nella quale prevalgono costruzioni recenti e pochissime costruzioni possono vantare una discreta valenza storica. Ormai uniche testimonianze culturali del passato sono alcuni edifici di culto, come la Chiesa Madre e costruzioni signorili nel centro storico.

### Simboli

L'attuale stemma del Comune è in vigore dal 1948, dopo il referendum della scelta tra la Monarchia e la Repubblica. Lo stemma del Comune è blasonato: troncato: nel I di verde, all'insegna della croce greca d'oro; nel II di verde, a cinque spighe crociate al naturale. Lo stemma sopra descritto è sormontato dalla corona di Città (art. 15 reg. 13.04.1905 n. 234) nonché dal manto (consistente in un drappo di velluto porpora soppannato di ermellino) movente dalla corona e accollato allo scudo, annodato ai lati in alto con cordoni d'oro.
Il gonfalone è un drappo di verde con la bordatura di rosso.

Gonfalone comunale

### Onorificenze
Nel 1865 il comune di San Cataldo, con Regio decreto n. 2519 del 18 settembre, venne elevato al rango di città in riconoscimento delle sue benemerenze nell'assistenza pubblica.

## Monumenti e luoghi d'interesse

### Museo etno-antropologico
Il Museo Etno-Antropologico, è un piccolo museo contenente oggetti antichi in uso alla popolazione contadina vi sono conservati i costumi folcloristici e gli attrezzi utilizzati per la lavorazione del latifondo. La sede si trova alle spalle della Scuola Media "Paolo Balsamo".

### Complesso monumentale del Calvario

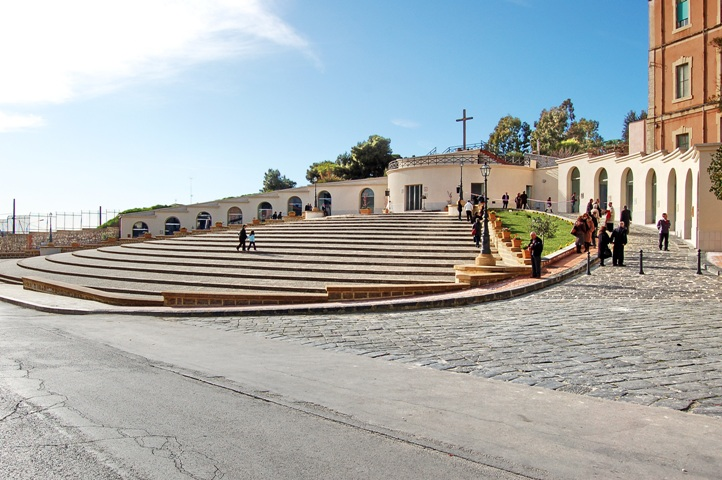
Il Calvario di San Cataldo

Sorge nella zona alta della Città. Fu edificato nel 1854 e vi si svolge la "Scinnenza" durante i riti della Settimana Santa, durante la quale, nella sera del venerdì santo, viene rappresentata la crocifissione e la morte di Gesù. Dotato di una grandissima scalinata, vi si tengono manifestazioni di ogni genere: festival, sfilate ed esibizioni teatrali e altro ancora.
Nel 2007 sono iniziati i lavori di restauro ad opera della Soprintendenza ai Beni Culturali e Ambientali di Caltanissetta, terminati 2010 con l'installazione di 18 bassorilievi in ceramica delle dimensioni di metri 1,60 x 2, dei quali 14 istoriati con i tradizionali episodi della Via Crucis e Via Lucis. I bassorilievi sono stati realizzati da 18 scuole ceramiste italiane, facenti parte dell'Associazione Italiana Città della Ceramica, che ha sede nella città romagnola di Faenza e con la quale l'Amministrazione comunale di San Cataldo ha sottoscritto un protocollo d'intesa. Al progetto hanno partecipato anche gli studenti dei due Istituti d'Arte di San Cataldo: lo statale "Filippo Juvara" e il regionale "Rosario Livatino".

### Monumento/Altare ai Caduti/Monumento ai Marinai

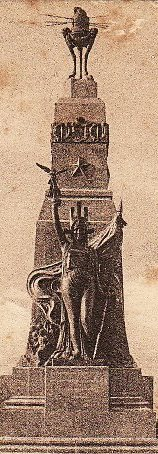
Monumento ai caduti della prima guerra mondiale.

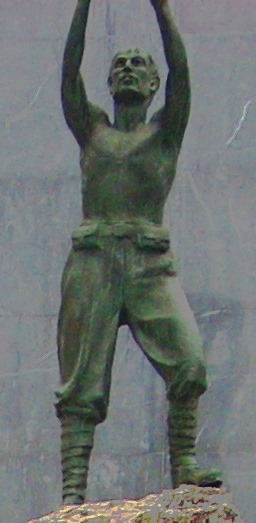
Monumento ai caduti.

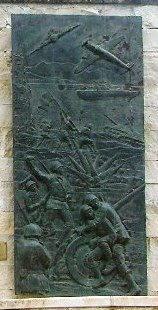
Altare ai Caduti, bassorilievo dedicato ai caduti.

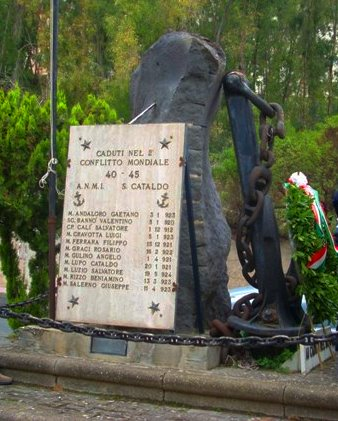
Monumento ai Marinai

La piazza degli Eroi è un posto di ritrovo per i sancataldesi. Nel 2011 è stata ricostruita la piazza togliendo i quattro pilastri simboli della guerra; demolito la parte altare e il palcoscenico; ed aggiunti di recente i pallini di cemento ai bordi del monumento; le piante sono state spostate in alcune zone del paese e ne restano di due esemplari.
Sono presenti anche l'Altare ai Caduti per la patria 1940 - 45 ed il monumento ai marinai caduti nella seconda guerra mondiale.
Il monumento ai marinai caduti è situato in corso Vittorio Emanuele (all'altezza di piazza S. Francesco).
L'Altare ai Caduti per la patria 1940 - 45 è situato nel cimitero di San Cataldo. Dal santuario del cimitero è presente anche un bassorilievo bronzeo dedicato ai caduti nella seconda guerra mondiale. Nel cimitero sono seppelliti tanti soldati di San Cataldo. I resti mortali furono ripresi e portati dai tanti cimiteri d'Europa, inclusa la Russia.

### Palazzo-Castello del principe Galletti
Non si hanno notizie certe sull'antico castello dei baroni Galletti, sito su una collinetta denominata sino a poco tempo fa "quartiere forca", alla quale si arriva dall'attuale via Marsala. Agli inizi del XVIII secolo il principe Giuseppe Galletti e De Gregorio iniziarono, nel Piano del Palazzo (oggi piazza Crispi), la costruzione di un secondo palazzo-castello, con una piazza ottagonale; la costruzione s'interruppe nella fase iniziale per la morte del principe, avvenuta il 7 novembre 1751. Il pronipote Nicolò Galletti, riprendendo l'idea di un nuovo palazzo, concepì un edificio e un sito diverso rispetto a quanto intrapreso dal suo avo Giuseppe. Attratto dalla bellezza di uno spuntone di roccia che si affacciava sullo stradone della Piazza, commissionò ad un architetto palermitano, che aveva ideato e costruito la Villa S. Cataldo di Bagheria, il progetto del nuovo palazzo-castello, a cui fu dato lo stesso stile neogotico della Villa Bagheria.

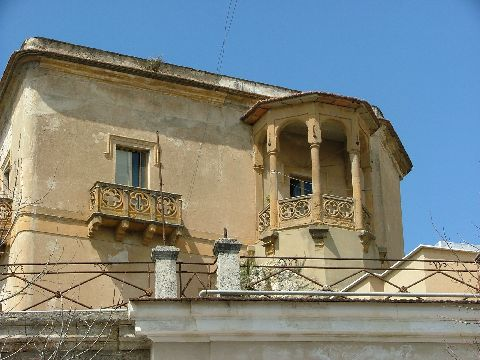
Palazzo dei principi Galletti: la loggia

### Architetture civili
Il Municipio di San Cataldo si trova presso piazza Papa Giovanni XXIII. È presente anche l'Ospedale Maddalena Raimondi e il Liceo artistico Juvara-Manzoni (ex Istituto Statale d'Arte Juvara) di San Cataldo (CL).

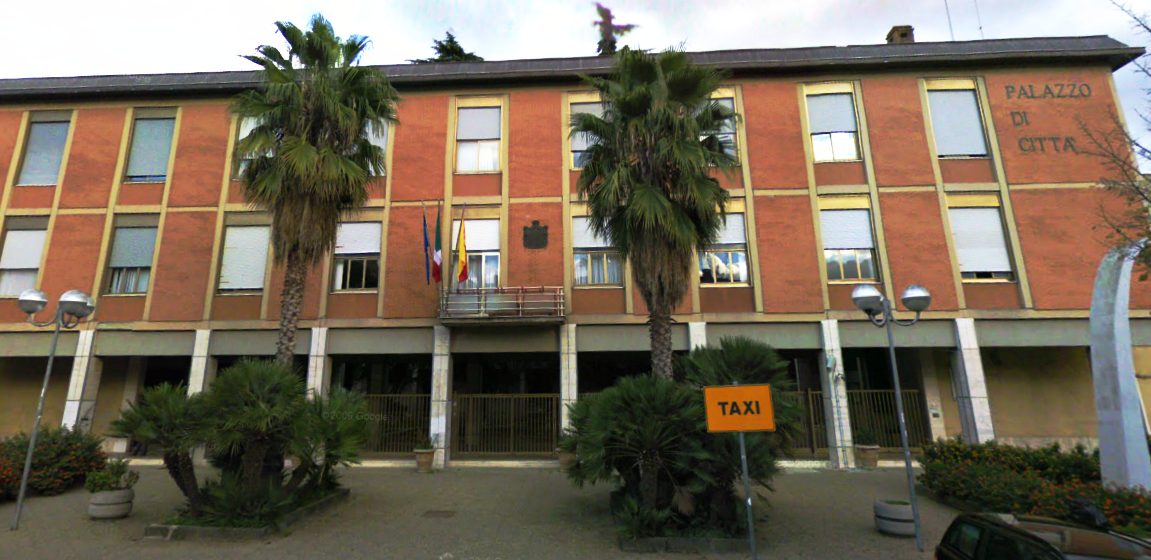
Municipio

### Le torri civiche

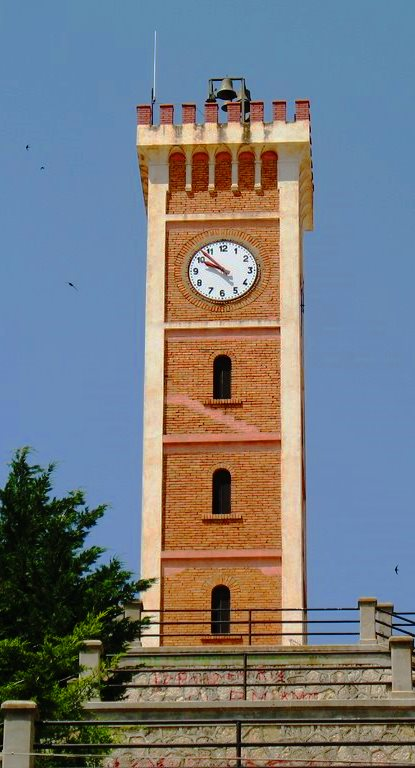
Torre civica dell'Orologio

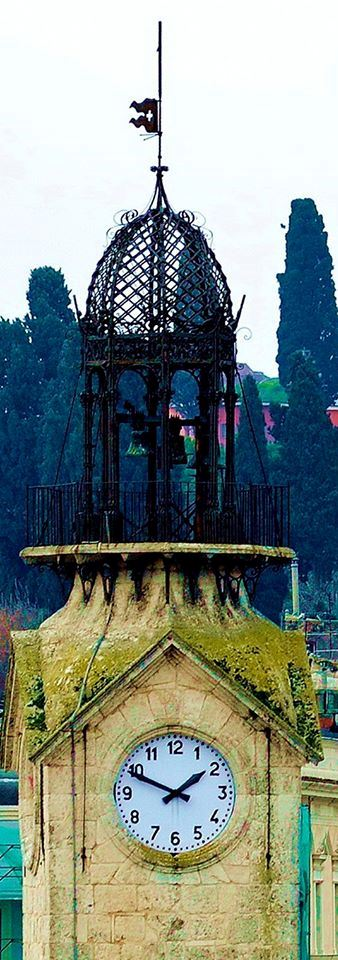
Torre civica dell'Orologio facente corpo unico con la Chiesa del Ss.mo Rosario.

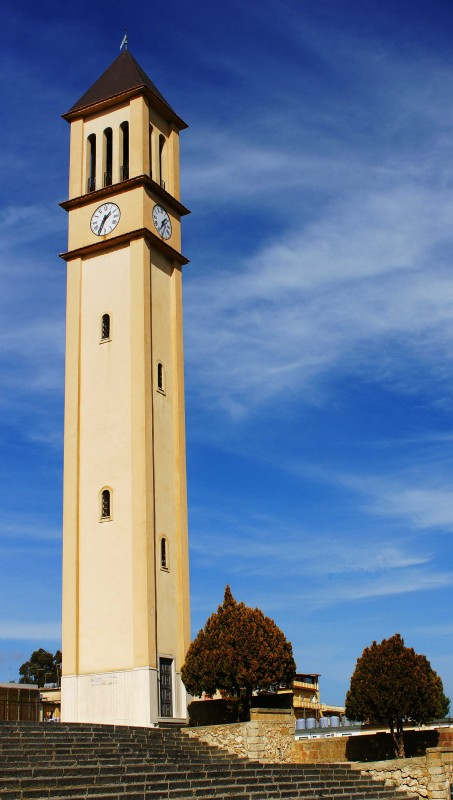
Torre della Chiesa del Cristo Re.

Il re siciliano Filippo III, nel decretare la fondazione del paese, concesse al barone di Fiumesalato il diritto di costruire una torre per la difesa: «Concedimus [...] turrim [...] construere [...]». È sorta nella parte alta della città, detta "Monte Taborre", in modo da dominare l'intero abitato. Nel 1780, si provvide ad installarvi un orologio con quattro quadranti di marmo e provvisto di suoneria, battente le ore su due campane squillanti. Nel 1959, a causa delle precarie condizioni, fu abbattuta per decisione del sindaco. 
Oltre a battere i quarti, le mezz'ore, e le ore, era fornito di una suoneria ausiliaria, che all'alba svegliava gli operai che dovevano recarsi al lavoro, alle otto del mattino avvertiva gli scolari per andare a scuola, a mezzogiorno segnava l'ora della sospensione dal lavoro, a mezzanotte ammoniva i nottambuli affinché rincasassero. L'orologio suonava anche il caratteristico motivo dei sancataldesi: Vacabunnu va travaglia.
L'altra torre civica, facente corpo unico con la chiesa del Ss.mo Rosario, venne innalzata a cura e spese del Comune a partire dal 1820, a più riprese, secondo le disponibilità finanziarie. Una terza torre è presente nella nuova parrocchia di Cristo Re, che oggi suona soltanto le ore, le mezz'ore e il mezzogiorno, invitando i fedeli alla devozione mariana con la preghiera dell'"Angelus" o nel tempo di Pasqua con il "Regina Coeli"; a mezzogiorno vengono anche suonate le campane ("scampanio").

### Zona archeologica di Vassallaggi
A 4 km a Nord della città, in contrada Vassallaggi, sono i resti di un'antica città chiamata Motyon. Posta sulla grande via che univa Agrigento ed Enna, essa sorse nella prima età del bronzo quale centro indigeno abitata, si ritiene, dai Sicani e caratterizzata da manufatti in ceramica rossa decorata a motivi geometrici e da sepolture "a forno".

### Religiosità ed edifici di culto
In base al numero di abitati San Cataldo si è distinta per l'elevatissimo numero di sacerdoti, cinque dei quali arcivescovi e vescovi e altri che hanno prestato il loro servizio presso la Santa Sede. Le vocazioni sono state numerose, soprattutto con ingressi negli Ordini religiosi, in particolare nella congregazione dei Salesiani di don Bosco, i quali hanno una rappresentanza attiva e una lunga presenza in città, ma anche nel clero secolare.
San Cataldo ospitò il delegato della Santa Sede, l'allora arcivescovo Angelo Giuseppe Roncalli, divenuto poi papa Giovanni XXIII.
Prima ancora che sorgesse il paese, esistevano nel territorio sancataldese degli Ospizi appartenenti a Ordini religiosi della vicina Caltanissetta. I due più importanti furono: l'ospizio di S. Adriano degli Agostiniani, che sorgeva nei pressi della chiesa della Mercede, e l'ospizio di S. Antonio dei padri Riformati, ubicato dov'è oggi la chiesa di S. Giuseppe, in via Misteri. I monaci si servivano di tali ospizi solo saltuariamente e, in modo particolare, durante le questue per depositarvi i prodotti, frutto delle elemosine ottenute.
Tra le chiese non più esistenti, si ricordano la chiesa di San Nicola, e la chiesa del Resuscitato.

#### Chiesa Madre
La Chiesa Madre, intitolata precedentemente alla Natività di Maria, fu iniziata dal barone Vincenzo Galletti di Fiumesalato e marchese di San Cataldo. La bolla vescovile agrigentina riporta la data del 18 agosto del 1632. Possiede il titolo di arcipretura, per cui i parroci che la reggono assumono il titolo di "arciprete della Città di San Cataldo". L'8 dicembre 2019, a conclusione dello speciale anno del 280º anniversario della sua dedicazione, la Santa Sede l'ha inserita tra le chiese affiliate con vincolo particolare alla papale Arcibasilica Lateranense, Cattedrale del Sommo Pontefice. È la prima chiesa in Sicilia a godere di questo privilegio pontificio.
Nel 1695, a causa di un crollo del transetto destro, che interessò la cappella di San Cataldo e del Crocifisso, la chiesa venne ricostruita completamente così come oggi appare. I lavori furono voluti dal principe Giuseppe Galletti, il quale invitò per la consacrazione suo fratello Pietro, vescovo di Catania (9 maggio 1739). Per l'occasione la Chiesa Madre fu re-intitolata all'Immacolata Concezione, ma la vecchia dedicazione non si perse del tutto in quanto sull'altare maggiore rimase il dipinto della Natività di Maria (detto di Sant'Anna).
La tradizione vuole che il progetto della chiesa fosse attribuito all'architetto Vaccarini, chiamato dal vescovo Pietro Galletti per ricostruire il duomo della città di Catania.
Dopo la consacrazione della Chiesa Madre, la famiglia Galletti continuò ad occuparsi dell'edificio sacro ornandolo con dipinti, la statuaria, suppellettili e paramenti per le liturgie, e molti fedeli donarono i loro beni alla chiesa.
Nel 1788 ci fu un terribile incendio che causò i maggiori danni nella sacrestia e in particolare all'archivio, al punto che l'anagrafe parrocchiale prende avvio solo dalla seconda metà del Settecento
La Chiesa Madre rimase chiusa dall'aprile del 1965 al dicembre del 1979, con decreto del sindaco Maiorana, dovuta all'instabilità della struttura edilizia: i culto continuò nella chiesa di San Giuseppe, dove furono trasportati statue e paramenti.
La chiesa si presenta a croce latina a tre navate, divisa da arcate, con volta a botte e cupola centrale. Anticamente era dotata di 14 altari.

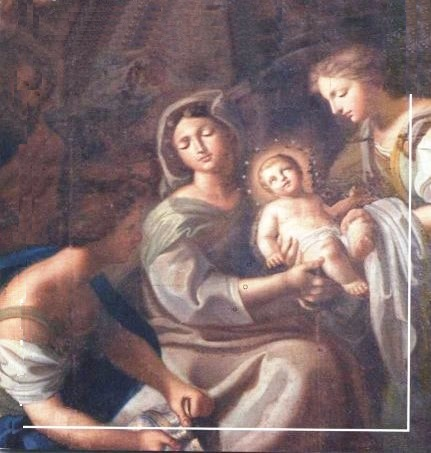
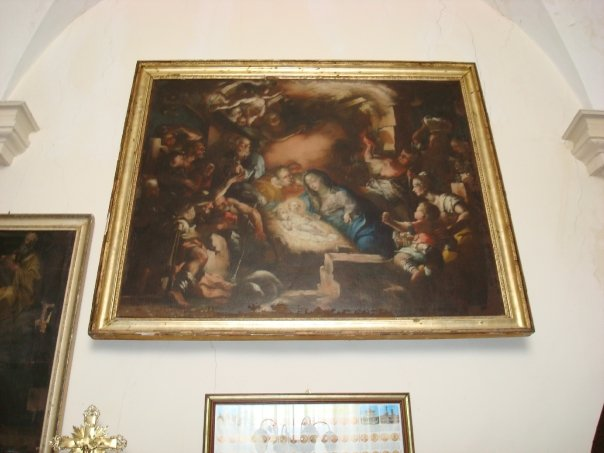
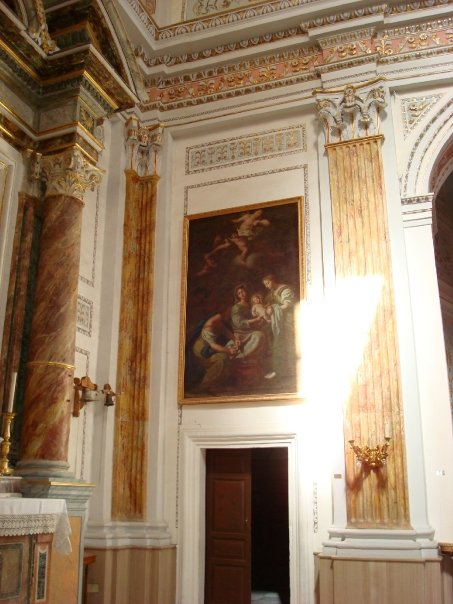
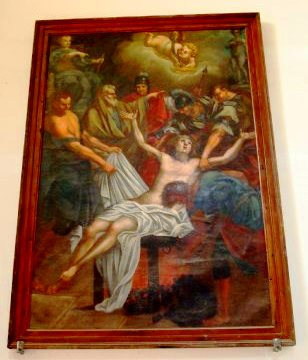
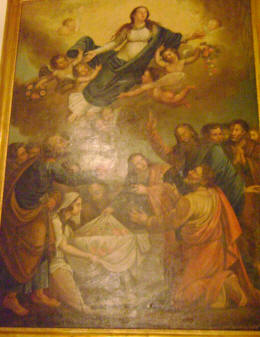

Chiese succursali nel territorio della Chiesa Madre sono:
- La chiesetta dell'oratorio del Santissimo Sacramento (U ratò), di origine settecentesca e ubicata accanto alla Chiesa Madre (sono unite). Questo piccolo tempio è stato completamente ricostruito nella seconda metà del Novecento. L'oratorio è la sede della confraternita del Santissimo Sacramento, fondata nel 1654.

- La chiesa di Sant'Antonio Abate, dedicata alla Madonna del Carmelo, che viene festeggiata il 16 luglio. Attestata per la prima volta nel 1669, la chiesa fu colpita da interdetto lanciato da Lorenzo Gioeni, vescovo di Agrigento nel 1745. Precedentemente, nel 1740, l'arciprete di San Cataldo, Isidoro Amico volle innalzare un tempio, a croce greca. Quando il tempio era già in costruzione, nel 1773, Amico morì e i lavori per lungo tempo rimasero interrotti. Nel 1818 le pietre furono portate in piazza Madrice e, nel 1820, vennero utilizzate per la facciata della Chiesa Madre. L'area risultante dalla demolizione della chiesa non portata a termine, fu espropriata dagli eredi dell'arciprete Amico, i quali vi fabbricarono dei mulini, detti volgarmente centimoli, dai quali il soprannome dato ai membri della famiglia Amico: i centimolari. Nel 1853 Luigi Amico e i suoi congiunti costruirono una chiesetta dedicata alla Madonna Addolorata, detta chiesa di Sant'Antonio (chiesa di Santantunu), denominazione tuttora in uso. Nel 1900/1904 o 1905 il sacerdote Cataldo Mistretta la ricostruì, dedicandola alla Madonna del Carmelo, titolatura tuttavia presto abbandonata in favore di quella originale. La chiesa è a una sola navata.

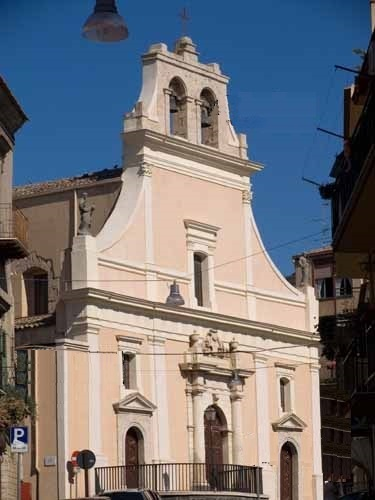
Chiesa di San Giuseppe.

- La chiesa di San Giuseppe si presenta con un campanile a vela. Eretta intorno al 1660 per volontà di un certo Raffaele lo Puzzaro, fu successivamente ampliata da Onofrio Poletti nel 1713 ed infine ulteriormente ingrandita qualche decennio più tardi da Isidoro Amico. La navata centrale nel 1854 fu arricchita da decorazioni a stucco, realizzate da Ferdinando e Filippo Rini. Nel 1856 il procuratore della chiesa, il sacerdote Giuseppe Santangelo, commissionò al pittore gelese Emanuele Catanese un ciclo di affreschi sulla vita di san Giuseppe.
- La chiesa del Signore dei Mestieri è situata di fronte al Calvario. Durante la seconda guerra mondiale fu distrutta e ricostruita dal terz'ordine francescano che continua a garantirne la custodia. Questa chiesetta risulta eretta con decreto episcopale del 29 giugno 1970, sebbene in realtà essa fu edificata nel 1770, secondo le disposizioni testamentarie di Giuseppe Lo Monaco, e intitolata al Signore del Mestiere, che si commemora la seconda domenica di agosto e che in passato veniva festeggiato con una fiera di bestiame.

#### Parrocchia Santo Stefano

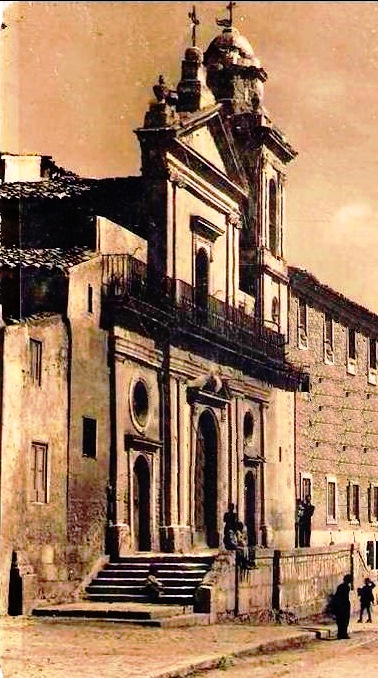
Chiesa di Santo Stefano.

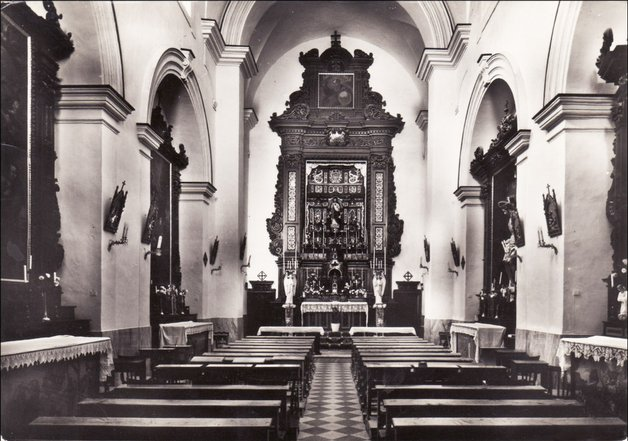
Chiesa di San Francesco d'Assisi.

La parrocchia di Santo Stefano ha sede nell'omonima chiesa, aperta al culto nel 1725, costruita grazie alle donazioni elargite da Francesco Amico. All'interno si conservano alcuni dipinti di autori locali: un Cuore di Gesù, opera di Carmelo Riggi, un San Filippo Neri, opera di Michele Butera e una Madonna che intercede presso la Trinità per le anime del purgatorio, opera di Raimondo Butera.
Nel 1845 Rosario Pirrelli fece costruire nella chiesa di Santo Stefano una cappella, dove conservò un crocifisso che prese il nome di Crocifisso dei Pirrelli.
Le chiese succursali nel territorio della parrocchia sono:

- La chiesa della Madonna della Catena voluta dal notaio Salvatore Baglio. Nel 1949 fu elevata a parrocchia e nel 2000 il vescovo di Caltanissetta Alfredo Maria Garsia decise che la chiesa dovesse ritornare rettoria.
- La chiesa di San Francesco d'Assisi, già "chiesa dei Cappuccini", fu eretta per volontà del principe Giuseppe Galletti, annessa all'ex-convento dei cappuccini. I lavori per la costruzione ebbero inizio nel 1724 e si protrassero per circa sei anni. Il 7 luglio del 1736 il vescovo Pietro Galletti consacrò solennemente la chiesa, intitolata a san Giuseppe. I cappuccini rimasero in paese fino alla soppressione degli Ordini religiosi avvenuta nel 1866. Dopo di che, il convento si trasformò in ospizio per anziani e la chiesa divenne comunale e continuò ad accogliere i defunti fino alla fine dell'Ottocento, nonostante fosse stato aperto nel 1840 il cimitero comunale. L'altare della chiesa, secondo il restauratore Rosario Prizzi, potrebbe attribuirsi al pittore Felice da Sambuca. Nella chiesa sono presenti quattro altari laterali in legno intagliato: il primo a destra custodisce la statua della Madonna Assunta del 1957 che viene condotta in processione il 15 agosto e sostituisce l'opera in cera della Madonna dormiente che adesso si trova nella Chiesa Madre, nel transetto destro, sotto l'altare del Crocifisso.

#### Parrocchia di Santa Maria del Rosario

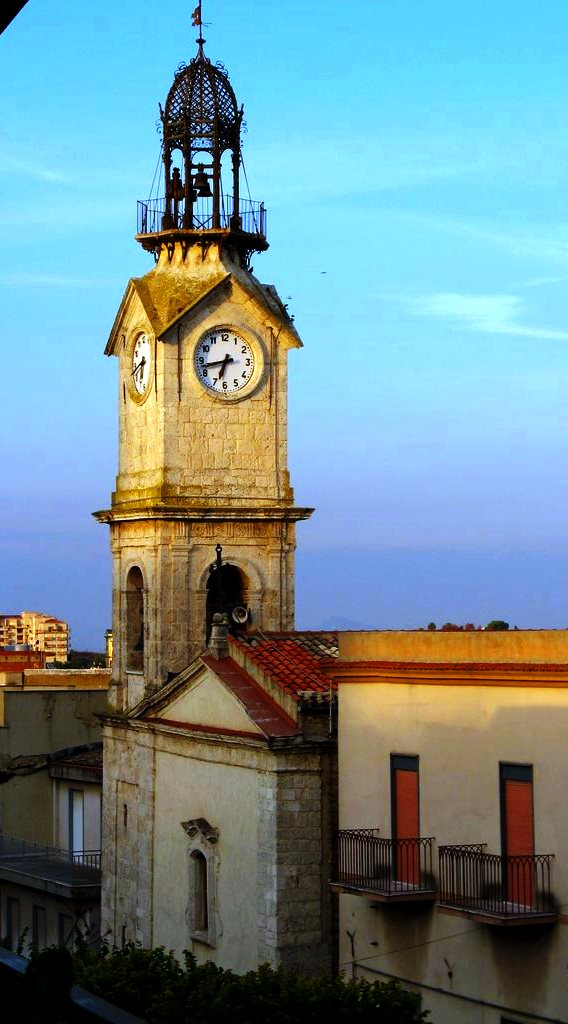
Chiesa del Rosario.

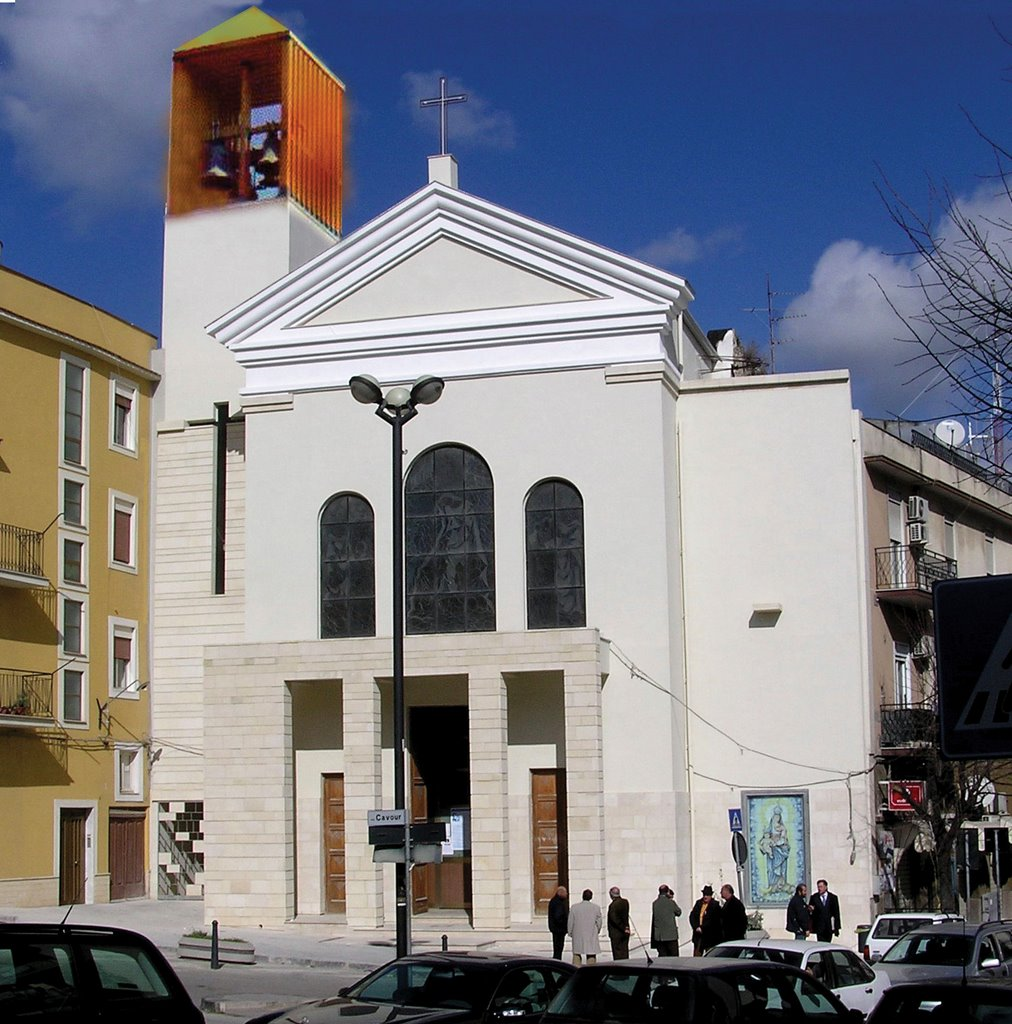
Chiesa della Mercede.

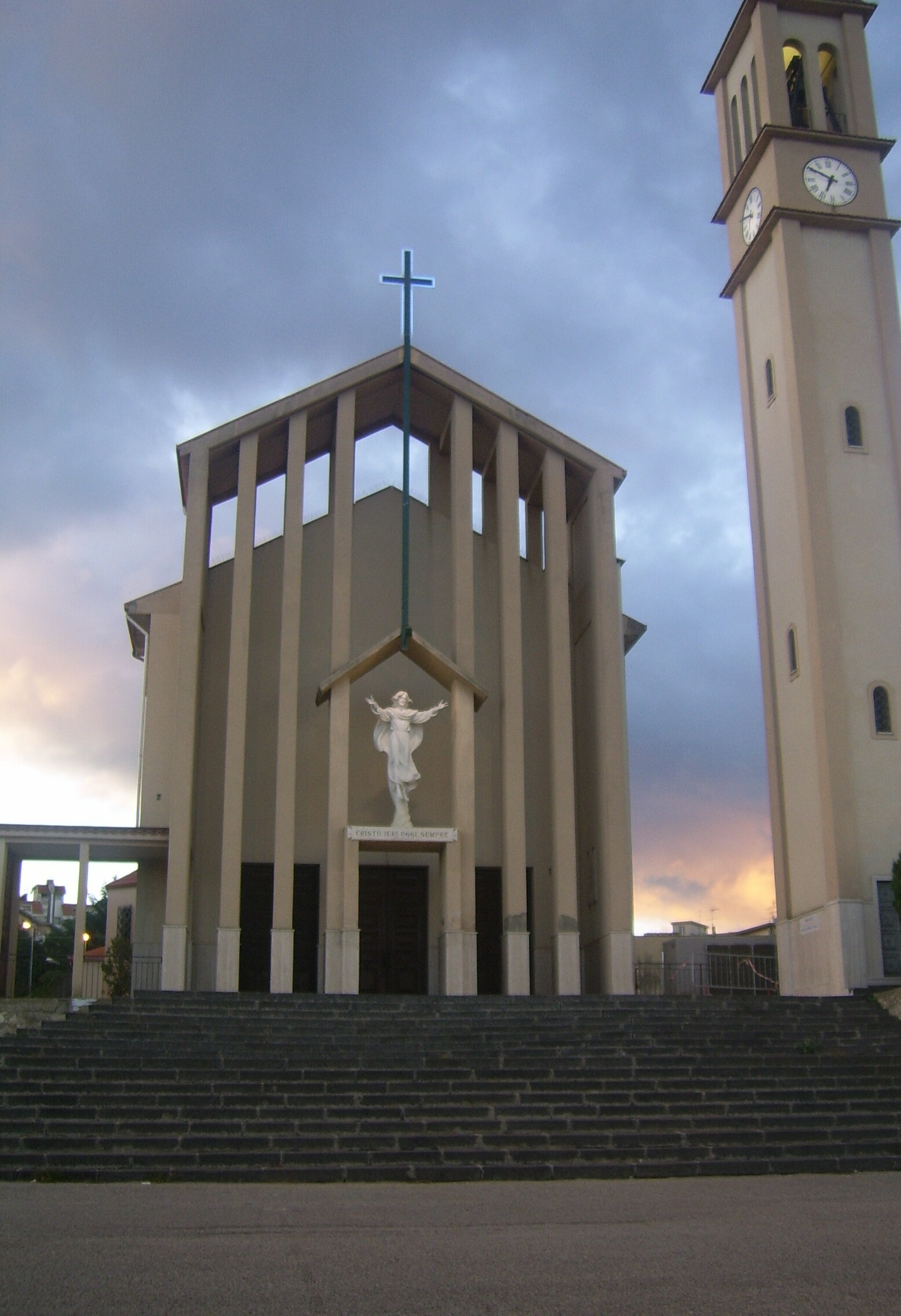
Chiesa del Cristo Re.

La chiesa parrocchiale di S. Maria del Rosario risale al Seicento. È situata lungo l'asse viario principale del paese (Corso Vittorio Emanuele). Nei primi del Settecento fu ricostruita. La chiesa rimase ad un'unica navata. Nell'Ottocento fu affrescata la volta da Calogero Seste di Serradifalco mentre al pittore Emanuele Catanese di Terranova (oggi Gela) fu affidato l'affresco della volta, suddiviso in 13 riquadri. Nel 1854 la chiesa fu finita.
Le chiese succursali nel territorio della parrocchia sono:
- La chiesa di Santa Lucia. Probabilmente fu fondata i primi anni del Settecento. Forse qualcosa esisteva già nella seconda metà del Seicento, poiché in alcuni documenti notarili si faceva cenno ad un quartiere Santa Lucia. Il documento più antico che parla della presenza della chiesa risale al 1710. La chiesa di Santa Lucia è situata nella parte bassa del centro storico di San Cataldo. Caduta in rovina nella prima metà dell'Ottocento, fu ricostruita per volere di un facoltoso borghese di nome Giacomo Oddo, il quale la dedicò alla Madonna della Provvidenza. All'interno della chiesa si conservano numerosi dipinti dell'artista sancataldese Michele Butera: "Il martirio di Santa Lucia" e "San Vincenzo Ferreri", collocati sull'altare maggiore; mentre custoditi in sacrestia la "Madonna della salute" e il "Ritratto di Giacomo Oddo". All'interno della chiesa è custodito un quadro che illustra la fasi del martirio di Santa Lucia: il fuoco, la spada, la palma e gli occhi; simboli non tanto della perdita della vista (come erroneamente si crede), ma della visione di Dio di cui la Santa ha beneficiato in vita.
- La chiesa del Purgatorio. Una tradizione infondata vuole che sia la chiesa più antica del paese: da alcuni documenti si sa, infatti, che nel 1669 durante la prima visita pastorale compiuta dal vicario generale Calogero Termine, viene riportata la prima notizia circa l'esistenza di questa chiesa. Nel Settecento vi si riunivano i componenti della Confraternita del Signore del Mestiere e ancora è possibile visitare la cripta, un tempo adibita a cimitero. Ad un'unica navata, fu ricostruita negli anni quaranta dell'Ottocento a causa delle precarie condizioni. All'epoca della costruzione la chiesa fu dedicata al Crocifisso, poi alle Anime del Purgatorio, infine alla Venerazione di San Giuseppe. Dietro l'altare maggiore è collocata una cappella ricca di stucchi dorati, "La Sacra Famiglia", donata agli inizi del Novecento la famiglia Candella. La chiesa, ad unica navata, è impreziosita da quattro altari laterali con antichi paliotti in legno.

#### Parrocchia Santa Maria delle Grazie
La parrocchia Santa Maria delle Grazie ("Santuario Maria Ss.ma delle Grazie-Chiesa della Mercede"). Antico convento con annessa aula liturgica, la chiesa - ad un'unica navata - fu in seguito intitolata alla Madonna della Mercede ed elevata a parrocchia nell'anno 1954, dopo essere stata qualche anno prima ricostruita. Dal 2000 è Santuario diocesano.

#### Parrocchie di nuova fondazione
Nei nuovi quartieri residenziali, sorgono altre tre parrocchie: la chiesa del Cristo Re, S. Alberto Magno e S. Domenico Savio, tutte di epoca contemporanea, a questa si aggiunge la chiesa non parrocchiale di S. Maria di Nazaret, all'uscita della città.
È presente una chiesa del Collegio di Maria in San Cataldo.

## Società

### Evoluzione demografica
Abitanti censiti

### Etnie e minoranze straniere
Gli stranieri residenti a San Cataldo al 1º gennaio 2013 sono 472 e rappresentano il 2,0% della popolazione residente. La comunità straniera più numerosa è quella proveniente dalla Romania con il 55,1% di tutti gli stranieri presenti sul territorio, seguita dal Marocco (23,3%) e dalla Repubblica Popolare Cinese (4,9%).

## Cultura

### Scuole
Anticamente, l'insegnamento era affidato al clero locale e si impartiva lezione nel convento dei padri mercedari. L'organizzazione scolastica era impostata su due cicli di studi: primario e secondario. La scuola era frequentata prevalentemente da figli di nobili e benestanti e in minor misura dai figli dei contadini e degli artigiani.
Oggi si trova a San Cataldo il liceo artistico statale, l'unica scuola statale ad indirizzo artistico della provincia nissena, ex istituto statale d'arte, fondato nel 1963 ed intitolato all'architetto messinese e greco-siculo Filippo Juvara. Vi si trovano anche un istituto professionale per l'agricoltura e l'ambiente, un istituto tecnico commerciale e un liceo socio-psicopedagogico della diocesi di Caltanissetta.

## Economia
L'economia, in origine prevalentemente agricola in un sistema feudale, tra il XIX e i primissimi inizi del XX secolo ha vissuto il momento d'oro delle attività estrattive, dallo sfruttamento delle più antiche solfare fino alla più recente attività estrattiva di sali potassici. La campagna sancataldese è infatti costellata di vecchie strutture minerarie, talvolta imponenti, simbolo del passato minerario del Comune.
A partire dagli anni sessanta, in coincidenza col declino delle attività agricole e il quasi totale abbandono delle attività estrattive, si è realizzato un discreto sviluppo industriale.
A seguito dell'abbandono delle campagne una grande parte del territorio, tra le zone di Gabbara-Mustigarufi e Quartarone, è stato convertito a bosco, e tutt'oggi non esiste ancora un piano adeguato per la valorizzazione e lo sfruttamento del territorio.

## Amministrazione
| Periodo | Periodo   | Primo cittadino                                         | Partito                | Carica                    | Note                                        |
| ------- | --------- | ------------------------------------------------------- | ---------------------- | ------------------------- | ------------------------------------------- |
| 1997    | 2007      | Raimondo Torregrossa                                    | FI                     | Sindaco                   | 1º mandato: 1997-2002 2º mandato: 2002-2007 |
| 2007    | 2011      | Giuseppe Di Forti                                       | FI                     | Sindaco                   |                                             |
| 2011    | 2013      | Francesco Raimondi                                      | Lista civica           | Sindaco                   | Dimissionario                               |
| 2013    | 2014      | Licia Donatella Messina                                 |                        | Commissario prefettizio   | [ 20 ]                                      |
| 2014    | 2019      | Giampiero Modaffari                                     | Riprendiamoci la Città | Sindaco                   |                                             |
| 2019    | 2021      | Giuseppa Di Raimondo, Filippo Romano, Leonardo Richichi | -                      | Commissione straordinaria | [ 21 ]                                      |
| 2021    | in carica | Gioacchino Comparato                                    | M5S                    | Sindaco                   | [ 22 ]                                      |

### Gemellaggi
- Olgiate Comasco, dal 2009[23]
- Cirò Marina, dall'8 maggio 2013[24][25][26][27]
- Milena, dal 17 gennaio 2016[28]

## Sport

### Calcio
La squadra di calcio cittadina è l'Associazione Sportiva Dilettantistica Sancataldese Calcio, dai colori sociali verde-amaranto. Fondata nel 1945 e fallita dieci anni dopo, venne nuovamente costituita nel 1956 con il nome di Unione Sportiva Sancataldese. Milita in Serie D, la quarta serie del campionato italiano. 
Le maggiori affermazioni sportive si ebbero a partire dagli anni novanta con l'affermazione nel "Torneo Acqua Vera" (1992) e la permanenza nel Campionato Nazionale Dilettanti per sette stagioni, dal 1996 al 2002 (1995-1996, 1996-1997, 1997-1998, 1998-1999, 1999-2000, 2000-2001, 2001-2002). 

## Galleria d'immagini

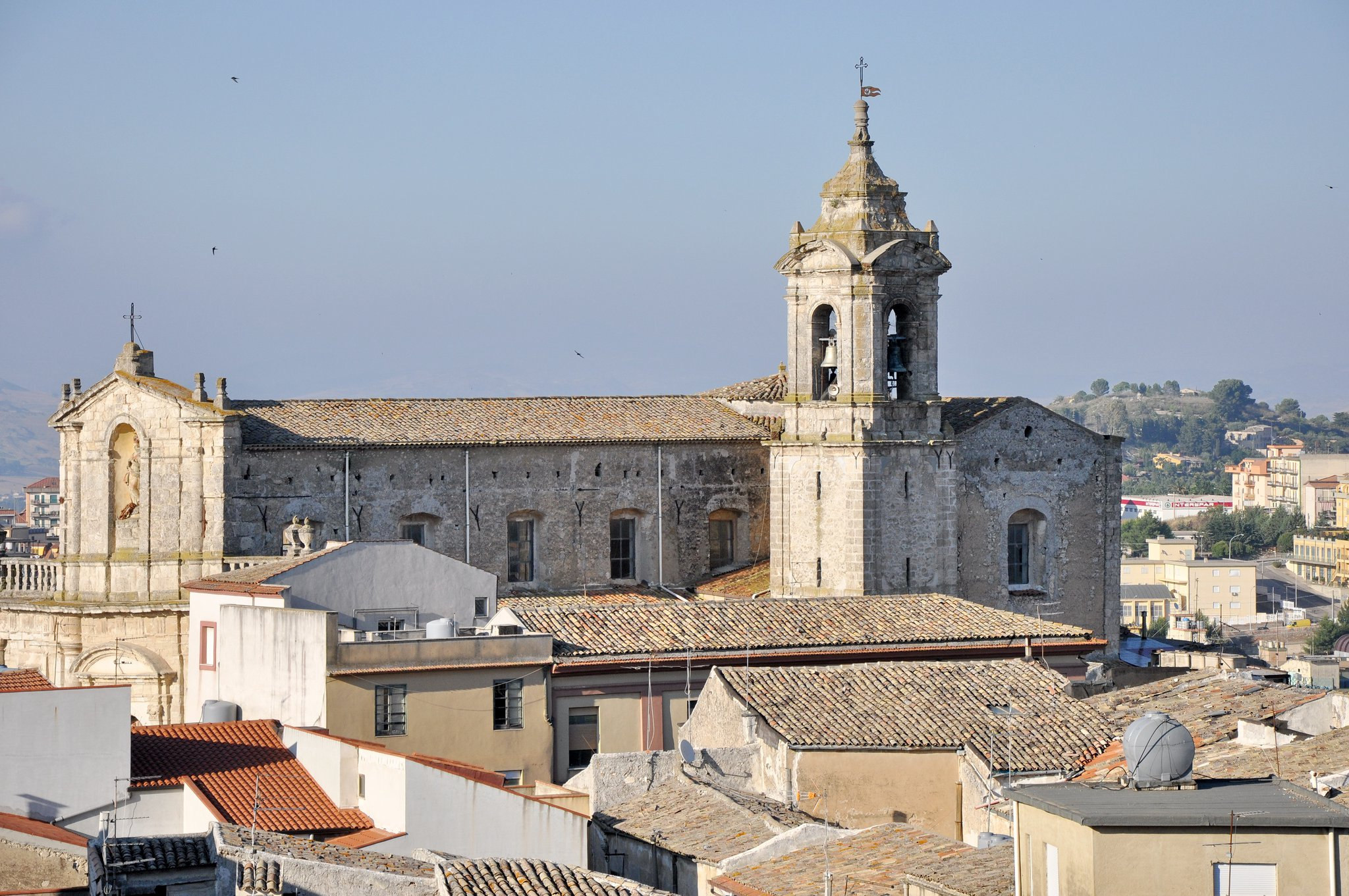
La Chiesa Madre, vista dalla Torre civica dell'orologio
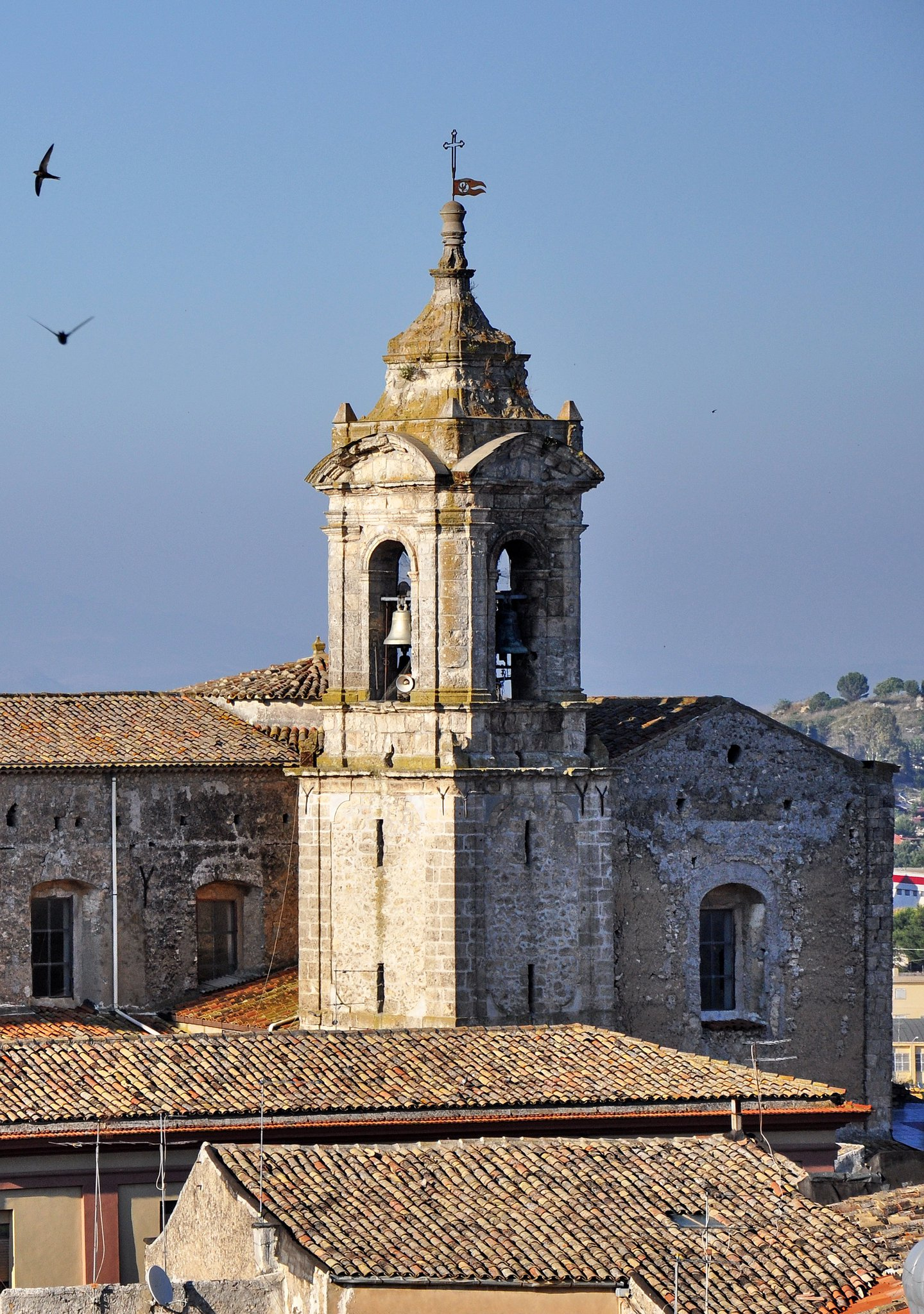
L'attuale torre campanaria. Al suo interno vi sono 6 campane, e al centro la seconda campana più grande della Sicilia
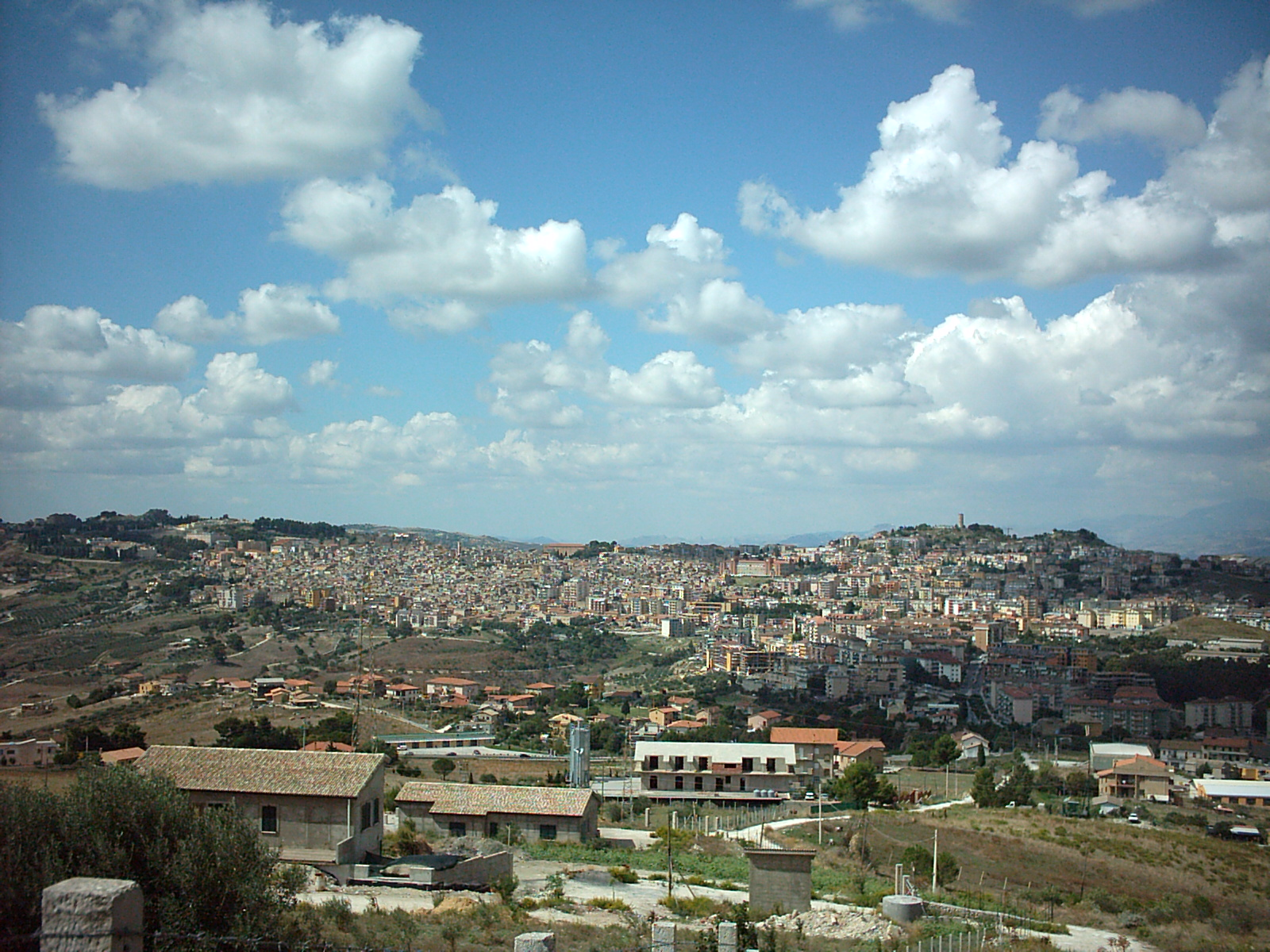
Foto panoramica di San Cataldo
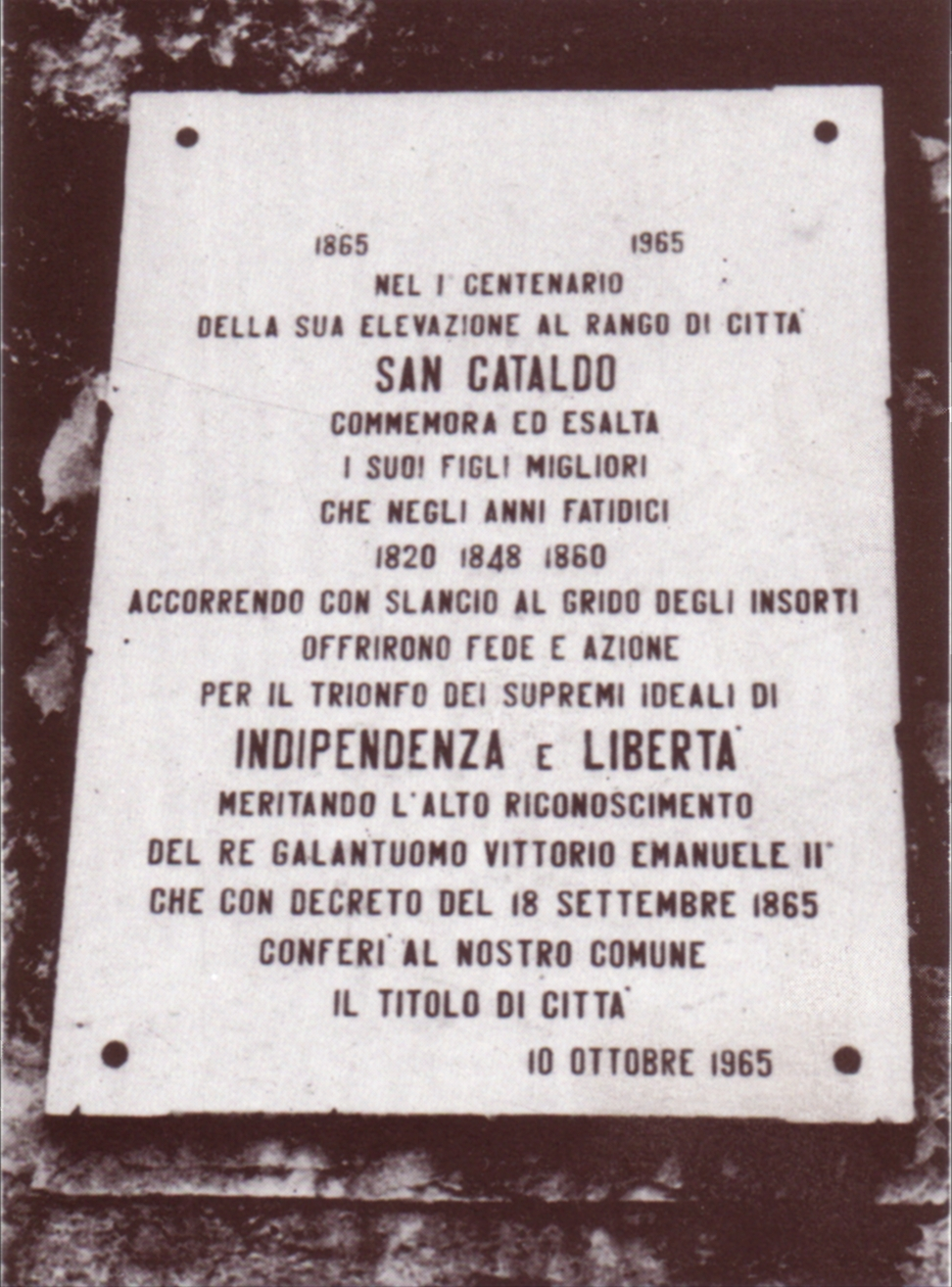
Targa commemorativa nel primo centenario dell'elevazione del paese a città
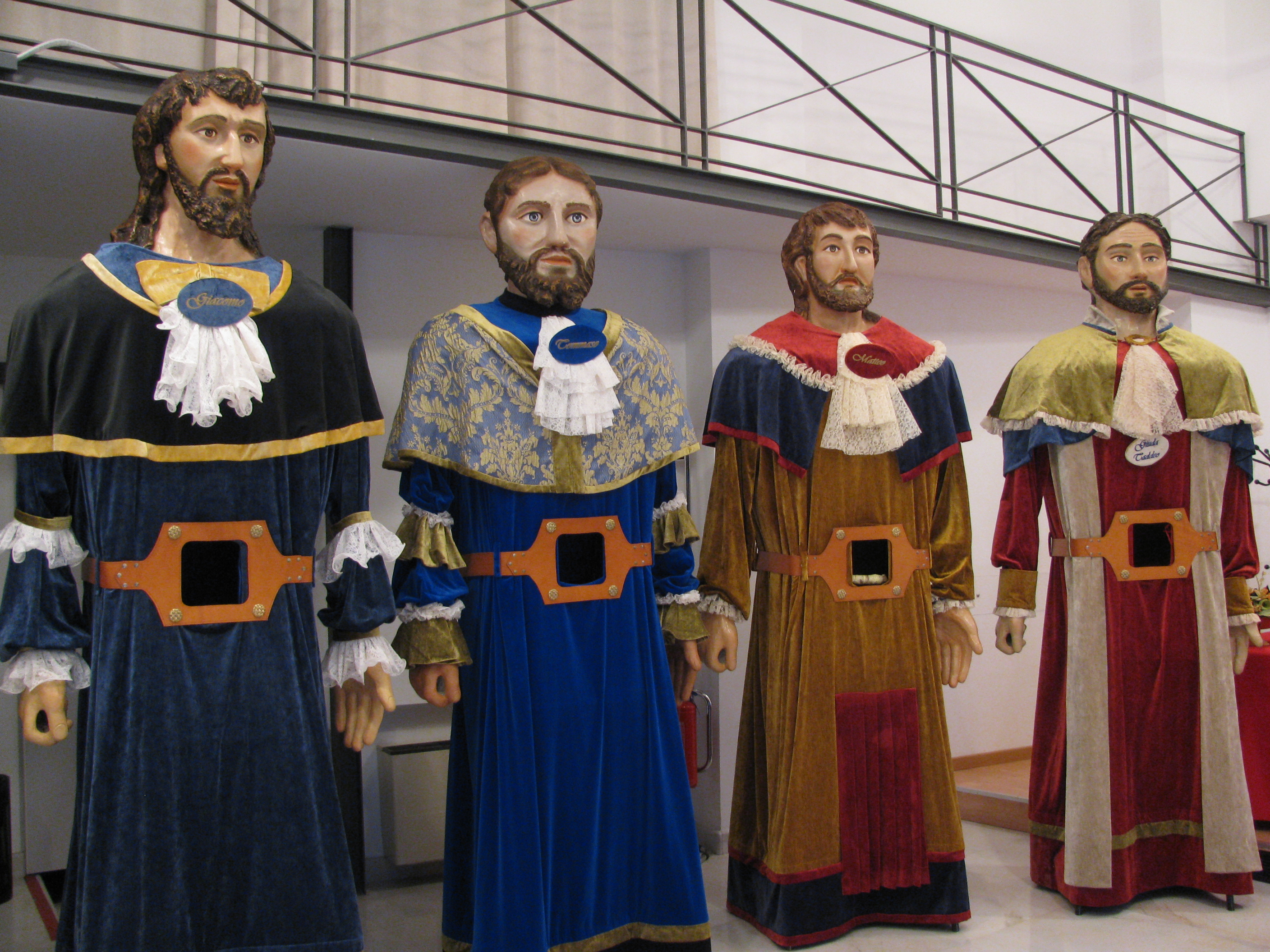
I Sampaoloni